# Joy Ezeilo
Joy Ngozi Ezeilo (nascida na Nigéria) é uma advogada feminista e acadêmica jurídica nigeriana.
Ela fundou o Women Aid Collective (WACOL), o Tamar Sexual Assault Referral Center e a West African Women's Rights Coalition (WAWORC). Ela é a vencedora do Prêmio Nacional de Direitos Humanos da Nigéria de 2019 e recebeu a Honra Nacional de Oficial da Ordem do Níger (OON) por seu ativismo e contribuição para o desenvolvimento humano.
Ela é atualmente vice-presidente do capítulo nigeriano da Rede de Liderança das Mulheres Africanas (AWLN) e também membro do Painel Judicial de Inquérito do Estado de Enugu sobre Brutalidade Policial e Execuções Extrajudiciais. Ela foi homenageada como uma das 100 mulheres da BBC em 2022.

## Educação
Joy Ngozi Ezeilo formou-se advogada pela Escola de Direito da Nigéria, e tem pós-graduação em Direito (LLM) pelo Queen Mary College, da Universidade de Londres. Ela também tem diplomas em estudos de gênero (pelo Conselho para o Desenvolvimento da Pesquisa em Ciências Sociais em África - CODESRIA), de Dakar, capital e maior cidade do Senegal) e em estudos de paz e resolução de conflitos (pela Universidade de Uppsala, na Suécia).
Joy Ezeilo frequentou também o Instituto Internacional de Direitos Humanos e o Centro Internacional de Ensino Universitário de Direitos Humanos em Estrasburgo, na França. Atualmente, ela leciona Direito na Universidade da Nigéria, no campus de Enugu. Ela foi pioneira na Universidade da Nigéria ao ensinar sobre “Mulheres, Crianças e o Direito” e Direito da Saúde/Direitos Reprodutivos.

## Trabalho e ativismo
Joy Ezeilo foi relatora especial das Nações Unidas sobre tráfico de pessoas entre agosto 2008 e 2011. Ela ocupou vários cargos de governo na Nigéria, em níveis estadual e federal; dentre eles, o de Honorável Comissária para Assuntos Femininos e Desenvolvimento Social, Estado de Enugu (2003-2004). Foi também nomeada pelo Procuradora-Geral e pelo Ministro da Justiça como presidente da Comissão de Elaboração do Projeto de Lei para a Eliminação da Violência.
Joy Ezeilo também atuou como consultora para muitas organizações nigerianas e internacionais, incluindo o Programa das Nações Unidas para o Desenvolvimento (PNUD), o Fundo de Desenvolvimento das Nações Unidas para a Mulher (UNIFEM), o Fundo das Nações Unidas para a Infância (UNICEF), a Agência dos Estados Unidos para o Desenvolvimento Internacional (USAID), o Fundo de População das Nações Unidas (UNFPA), o Conselho para o Desenvolvimento da Pesquisa em Ciências Sociais em África (CODESRIA), e o British Council.
Ela fundou o Women Aid Collective (WACOL), o Centro Tamar Sexual Assault Referral Center (Tamar Sexual Assault Referral Center) e a Coalizão dos Direitos da Mulher da África Ocidental (West African Women's Rights Coalition - WAWORC).
Ela é atualmente vice-presidente do capítulo nigeriano da Rede de Liderança das Mulheres Africanas (AWLN) e também membro do Painel Judicial de Inquérito do Estado de Enugu sobre Brutalidade Policial e Execuções Extrajudiciais.

## Vida pessoal
Joy Ezeilo é casada com Augustine Ezenta Ezeilo, médico Diretor Estadual de Saúde Pública de Enugu. O casal tem três filhos - Chidulue, Nnenna e Onyinye.

## Reconhecimentos
2022 - Uma das 100 mulheres mais inspiradoras do mundo, pela BBC.
2019 - Prêmio Nacional de Direitos Humanos da Nigéria e Honra Nacional de Oficial da Ordem do Níger (OON).
2006 - Prêmio de Serviço pela Paz do Centro Africano para a Paz e Resolução de Conflitos, Universidade do Estado da Califórnia, de Sacramento.
2006 - Peace Service Award pela Universidade do Estado da Califórnia, de Sacramento.
2006 - LGA-Ezeagu a homenageou com outro título de chefia - Nne Ezeagu.
2004 - Sua Alteza Real Igwe J. Nnaji conferiu a ela o título Ochendo.
2003 - Sua Alteza Real Igwe G. Eko de Ihe a instalou como Chefe Ada Eji Eje Mba I de Ihe.
2001 - International Visitors Award da African Studies Association, EUA.
2001 - Regent Professor na Universidade da Califórnia, em Riverside.
1999 - Fellow-in-Residence no Humanities Research Institute, Universidade da Califórnia, em Irvine.